# Claire Felix
Claire Davis Felix (Colorado Springs, 27 gennaio 1995) è una pallavolista e allenatrice di pallavolo statunitense, centrale della LOVB Madison e assistente allenatrice della US Air Force Academy.

## Carriera

### Giocatrice

#### Club
La carriera di Claire Felix inizia nei tornei scolastici del Colorado, giocando con la Lewis-Palmer HS, e dopo il diploma entra a far parte della formazione universitaria della UC Los Angeles, con cui è di scena in NCAA Division I dal 2013 al 2016.
Nella stagione 2017-18 inizia la carriera da professionista in Inghilterra, ingaggiata dalla Durham University, in Super 8s, vincendo lo scudetto; mentre nella stagione seguente si trasferisce al Vampula, nella Lentopallon Mestaruusliiga finlandese. Per il campionato 2019-20 è di scena in Brasile, dove milita nel Paranaense, impegnato in Superliga Série A, mentre nel campionato seguente viene ingaggiata nella Ligue A francese dal RC Cannes, con cui trascorre un triennio.
Nell'annata 2023-24 è nuovamente nella massima divisione brasiliana, questa volta indossando la casacca del Fluminense: al termine degli impegni con le carioca viene ingaggiata nel corso della Pro Volleyball Federation 2024 dalle San Diego Mojo. Partecipa poi alla prima edizione della League One Volleyball, vestendo la maglia della LOVB Madison.

#### Allenatrice
Nel 2024 fa la sua prima esperienza da allenatrice con la US Air Force Academy.